# 참샘초등학교
참샘초등학교는 대한민국 세종특별자치시가 교육기본법에 따라 설치한 초등학교이다.

## 학교 연혁
- 2012년 2월 28일 준공식
- 2012년 3월 23일 개교식(참샘유치원, 참샘초등학교, 한솔중학교, 한솔고등학교 4개교 공동)
- 2013년 2월 18일 1회 졸업식(졸업생 총 112명)
- 2013년 3월 1일 - 2016년 2월 28일  공주교육대학교 교육실습대용부설 학교 운영
- 2013년 3월 1일 - 2015년 2월 28일 흡연예방 선도학교 운영
- 2013년 6월 1일 - 2015년 2월 28일  학생 정신건강지역협력모델 선도학교 운영
- 2013년 6월 1일 - 2013년 9월 13일 스마트교육 연구학교 보고회 수업공개의 날 운영
- 2013년 9월 1일 - 2013년 12월 31일  초등 방과후 돌봄 강화 시범학교 운영
- 2014년 2월 14일 제 2회 졸업식(졸업생 총 256명)
- 2015년 2월 14일  제 3회 졸업식(졸업생 총 375명)
- 2015년 12월 10일 2015년 100대 교육과정 우수학교 선정
- 2016년 2월 19일  제 4회 졸업식(졸업생 총 495명)
- 2016년 3월 1일  2대 장인자 교장선생님 부임
- 2017년 2월 19일 제 5회 졸업식(졸업생 총 633명)
- 2018년 1월 5일 제 6회 졸업식(졸업생 총 749명)
- 2018년 3월 1일 - 현재 37학급 편성(특수학급 1학급)

## 참고 자료
- 참샘초등학교 - 한국교육학술정보원 학교알리미